# Phyllomya pictipennis
Phyllomya pictipennis là một loài ruồi trong họ Tachinidae.